# Miobaptus
Miobaptus — викопний рід пірникоз, відомий за кількома зразками, зібраними в Чехії та на озері Байкал, що датуються раннім міоценом до середнього міоцену. Міобапт, який вважається одним із найпримітивніших порід пірникоз, припускає, що він був менш пристосованим до водного способу життя, ніж сучасні пірникози, але мав кращу маневровість у польоті.

## Історія
Голотипний вид M. walteri був зібраний у Дольніце та описаний Швецем (1982). Пізніше він опише більше зразків цього виду з Богемії в 1984 році. Другий вид M. huzhiricus був описаний Зеленковим (2015) за зразками, зібраними на острові Ольхон.

## Морфологічний опис
Дистальна частина плечової кістки Miobaptus відрізняється від нинішніх пірникоз, оскільки поверхня плоска, а кістки крил більш подовжені. На відміну від дистальних кінців плечових кісток сучасних пірникоз, поверхні більш увігнуті, і в цілому вони мають набагато коротші кістки крил.

## Класифікація
Miobaptus розміщений базально у філогенетичному дереві пірникоз, де було виявлено подібність між цим родом і Palaelodidae. Палеодиди — це вимерла родина Phoenicopteriformes, де вони, як припускають, є перехідною формою між фламінго та пірникозами. І Miobaptus, і Palaelodidae мають кілька спільних рис у плечовій кістці та коракоїді. Тому, хоча Міобаптус схожий на Тахібаптус, є деякі відмінності, і будь-яка подібність між ними, ймовірно, пов’язана з плезіоморфними особливостями.

## Палеобіологія
M. walteri відомий з аквітанського етапу міоцену, а M. huzhiricus — з межі між бурдигальським і лангійським етапами. Присутність цього роду як в Європі, так і в Азії в той час є важливою, оскільки вона показує, що в той час пірникози вже поширювалися по всьому світу, а також як орнітофауни створювалися до свого теперішнього часу в Євразії. Виходячи з їхньої анатомії, це показує, що Міобапт значно краще літав, ніж сучасні пірникози (хоча він не був настільки водно спеціалізованим).